# Sætre
Sætre is een plaats in de Noorse gemeente Asker, provincie Akershus. Sætre telt 3259 inwoners (2007) en heeft een oppervlakte van 2,9 km².